# Namundra brandberg
Namundra brandberg là một loài nhện trong họ Gnaphosidae.
Loài này thuộc chi Namundra. Namundra brandberg được miêu tả năm 2007 bởi Norman I. Platnick & Bird.